# Migjorn (Mallorca)
Migjorn és una comarca mallorquina que ocupa el sud de l'illa de Mallorca. Com les altres comarques, no gaudeix de reconeixement oficial.

## Geografia
La comarca de Migjorn, situada al sud de l'illa de Mallorca, es caracteritza per una topografia predominantment plana, amb algunes elevacions com el puig de Sant Salvador (509 m). La comarca compta amb una extensa línia de costa que inclou platges com Es Trenc i cales com Cala Mondragó, reconegudes com a Parcs Naturals. També destaquen zones humides com els aiguamolls adjacents a Es Trenc, d'importància ecològica per a la biodiversitat local.

### La marina de Migjorn
Des del punt de vista geomorfològic, destaca la Marina de Migjorn, situada entre les badies de Palma i Campos, amb una longitud aproximada de 42 quilòmetres. Es caracteritza per una costa dominada per penya-segats formats per calcàries i calcarenites del Miocè superior, que en alguns punts, com al cap Blanc, arriben als 120 metres d'altura. En altres trams, els penya-segats tenen altures menors, entre 15 i 30 metres, amb perfils verticals o escalonats, sovint modelats per dipòsits eòlics plio-quaternaris.
La línia de costa presenta un traçat rectilini determinat per la fracturació del terreny, amb alguns trams que formen cales encastades, com Cala Pi, un exemple representatiu de les cales estructurals de la zona. Les investigacions geològiques han detectat un lleuger basculament tectònic que ha influït en l’elevació d’algunes zones i en la desconnexió de certs sistemes dunars, com el de s’Estalella, que és l'únic sistema de l’illa que no compta amb dunes transversals. Les platges són poc abundants en aquesta regió, però es troben petites zones de sorra a cales com Cala Pi o Cala Mosques.

### Sistemes de platja i dunes
Contrasten amb els punt anterior, els sistemes de platja i dunes, essent el d'Es Trenc, el cas paradigmàtic. Situat a la badia de Campos, ocupa aproximadament 9 km² i inclou un sistema dunar de 4,5 km² de superfície. Les dunes es troben en diferents estadis de formació: des de dunes mòbils fins a estabilitzades, amb una alta diversitat de formes com les dunes parabòliques.
El Salobrar de Campos, una zona humida que antigament era una albufera, actualment es dedica a l'explotació salinera. Aquesta àrea té un paper clau en la biodiversitat local i manté un equilibri delicat entre les aportacions d'aigua marina i les inundacions naturals. L'ecosistema inclou flora salobre com la salicòrnia i espècies adaptades a condicions hipersalines.
Malgrat el seu valor ambiental, el litoral de Migjorn ha experimentat pressions antròpiques significatives, incloent-hi l'augment del turisme i la retirada mecànica de restes de Posidonia oceanica, una planta marina que contribueix a la protecció de les platges i les dunes. Aquestes activitats han accelerat la degradació de les estructures naturals, incloent-hi la desestabilització dunar.

### La marina de Llevant
La comarca abasta l'extrem sud de la Marina de Llevant. Aquesta, cobreix 103 km des de la badia de Son Servera fins al cap de les Salines. El nord mostra penya-segats verticals amb alçades moderades (10-20 m), mentre que el sud evoluciona cap a perfils escalonats i penya-segats formats sobre eolianites plio-quaternàries. La interacció entre el carst i la fracturació ha generat cales encaixades i complexes, algunes de les quals acullen platges de sorres bioclàstiques que sovint tanquen petites albuferes. Aquest modelat es veu enriquit per dipòsits eòlics com dunes i rampes arenoses que es formen sobre els materials miocènics.
Estudis han detectat un lleuger basculament neotectònic que afecta la cota litoral, amb una velocitat de descens d’aproximadament 0,02 mm/any des de fa 135.000 anys. Aquest procés ha influït en la disposició dels materials i la formació de penya-segats i cales al llarg del litoral oriental de l'illa.

## Economia
La principal activitat econòmica tradicional de Migjorn ha estat l'agricultura, amb el cultiu de vinya, ametllers i cereals com a elements destacats. A més, les salines de Ses Salines tenen una llarga tradició històrica, amb registres d'explotació des de l'època romana. El sector turístic, especialment vinculat al litoral i al turisme rural, ha esdevingut predominant des de mitjan segle xx, amb un fort impacte en l'economia local.
Les platges com Es Trenc són conegudes internacionalment per la seva qualitat ambiental, tot i que també han estat objecte de debats sobre l'impacte del turisme massiu. Les iniciatives per promoure un turisme sostenible han inclòs la regulació d'accessos a espais naturals protegits com el Parc Natural de Mondragó. Espais naturals com els aiguamolls propers a Es Trenc i les zones de nidificació d'aus migratòries estan protegits per legislacions autonòmiques i europees.

## Municipis
Els ajuntaments de Campos i Ses Salines constitueixen la Mancomunitat des Migjorn. Fins al 2014 va estar en funcionament la Mancomunitat Sud, agrupant els municipis de Campos, Felanitx, Santanyí i Ses Salines, però es va procedir a la seva dissolució per falta d'activitat.
Informació actualitzada per un bot. Els canvis manuals es perdran quan s'actualitzi!
| Escut | Municipi    | Població      | Superfície km² | Densitat | Altitud | Codi postal             | Codi territorial | Dades a Wikidata              |
| ----- | ----------- | ------------- | -------------- | -------- | ------- | ----------------------- | ---------------- | ----------------------------- |
|       | Campos      | 12.163 (2024) | 149,7          | 81,25    | 32      | 07630                   | 07013            | Modifica les dades a Wikidata |
|       | Felanitx    | 18.850 (2024) | 169,8          | 111,02   | 95      | 07200                   | 07022            | Modifica les dades a Wikidata |
|       | Llucmajor   | 39.912 (2024) | 20,3           | 1.970,96 | 146     | 07620                   | 07031            | Modifica les dades a Wikidata |
|       | Santanyí    | 12.887 (2024) | 124,5          | 103,53   | 62      | 07650 07659 07660 07669 | 07057            | Modifica les dades a Wikidata |
|       | ses Salines | 5.129 (2024)  | 39,1           | 131,11   | 53      | 07640                   | 07059            | Modifica les dades a Wikidata |